# Cómo, dónde y cuándo
«Cómo, dónde y cuándo» es una canción de la cantante colombiana Shakira. Fue lanzada el 22 de marzo de 2024, como parte de su duodécimo álbum de estudio Las mujeres ya no lloran (2024). La canción marca su regreso al género rockero.

## Antecedentes y lanzamiento
La canción fue revelada por primera vez el 29 de febrero de 2024 cuando Shakira reveló los nombres de las demás canciones de su álbum Las mujeres ya no lloran. El 8 de marzo, Shakira compartió un adelanto de la canción a través de sus redes sociales. Según Shakira, la canción analiza cómo ciertas experiencias de vida pueden afectar las emociones de las personas. También afirmó que la canción es «una de las canciones más rockeras del álbum», y describió el contenido lírico como «realista, pero también optimista» y enfatizó que con la letra de la canción «Entre la rutina y el estrés, la vida es una perra». Sus fans notaron que el fragmento de la canción suena como sus producciones musicales a principios de los años 2000.

## Recepción
La estación de radio La KeBuena Hidalgo 106.7 FM, basándose únicamente en el fragmento de la canción, predijo que la frase «cómo, dónde y cuándo» «permanecerá». Pablo Gil de El Mundo tomó nota de que la canción suena «vieja» y la llamó un guiño a los fans de la música más antigua de Shakira. Los escritores de Billboard notaron que Shakira está «volviendo a lo básico» con la canción, llamándola un homenaje a su propia música de los 90s, mientras escribían la voz de Shakira en la canción como «poderosa». Suzy Expósito de Rolling Stone describió la canción como una «balada de guitarra de espíritu libre» que recuerda a la «rockera de mal humor» Shakira de los años 1990, mientras retrataba su tono como angustioso y comparaba la canción con su sencillo «Inevitable». Thania García de Variety narró como Shakira «regresa al marco de guitarras y baterías por el que era más conocida durante su era de estrella rock» comparando la canción con sus sencillos «Pies descalzos, sueños blancos» y «¿Dónde están los ladrones?». María Porcel de El País reflexionó como la canción es «la que más nos recuerda a la vieja y esperada Shakira».

## Audio
Un video audio de la canción se subió a YouTube en el canal oficial de Shakira el 22 de marzo de 2024, junto con el resto de las demás canciones con sus respectivos audios junto con el lanzamiento de Las mujeres ya no lloran.